# Sebastianskapelle (Nordheim vor der Rhön)

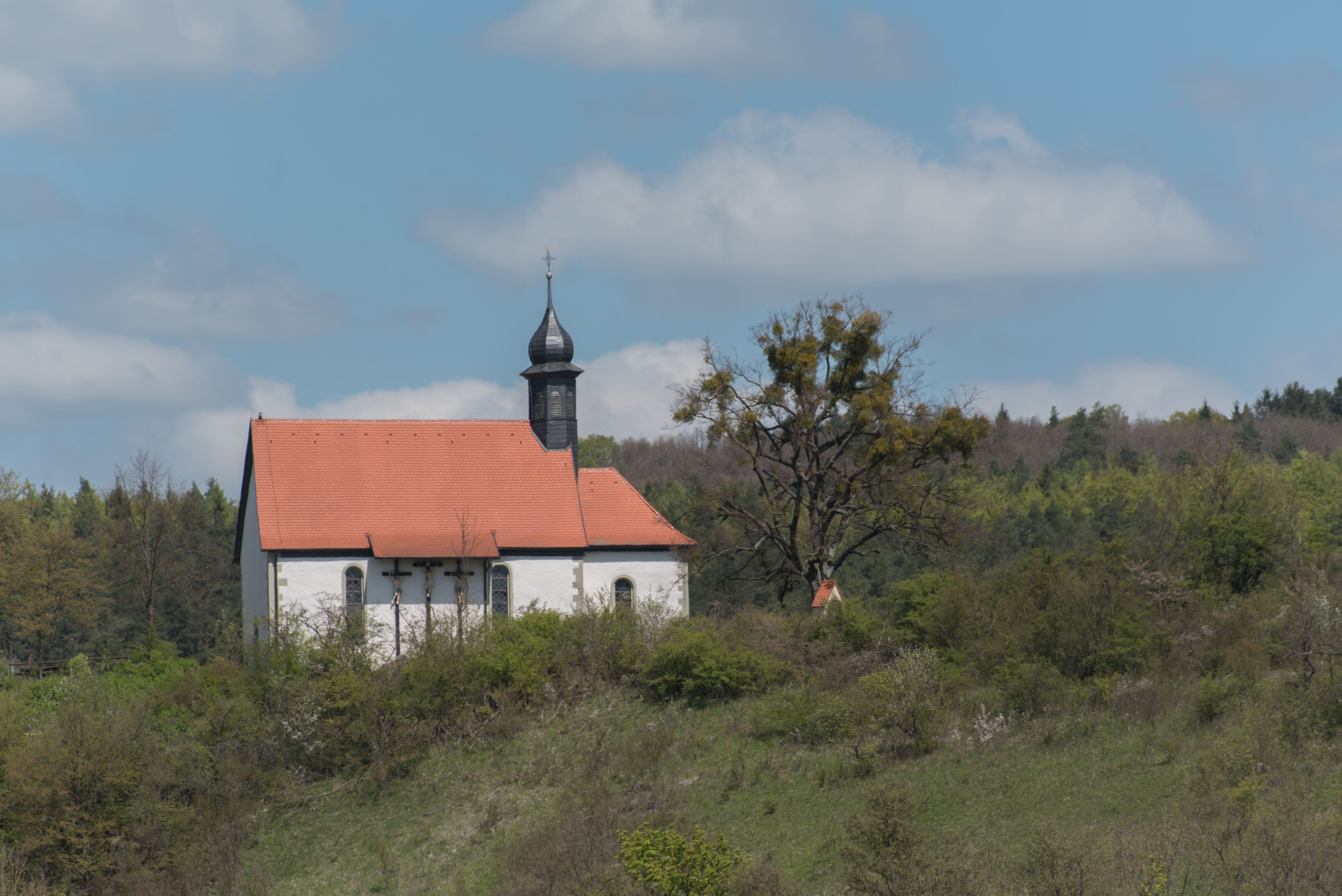
Sebastianskapelle (Nordheim vor der Rhön)

Die römisch-katholische, denkmalgeschützte Sebastianskapelle steht in Nordheim vor der Rhön, einer Gemeinde im Landkreis Rhön-Grabfeld (Unterfranken, Bayern). Das Bauwerk ist unter der Denkmalnummer D-6-73-147-12 als Baudenkmal in der Bayerischen Denkmalliste eingetragen. Die Kapelle gehört zum Bistum Würzburg.

## Beschreibung
Die Kapelle wurde zwischen 1636 und 1670 gebaut. Die Saalkirche besteht aus einem Langhaus mit zwei Jochen und einem eingezogenen Chor im Osten mit geradem Schluss. Aus dem Satteldach des Langhauses erhebt sich an der Grenze zum Chor ein achteckiger, schiefergedeckter Dachreiter, der den Glockenstuhl beherbergt und mit einer Zwiebelhaube bedeckt ist. An der Südwand des Langhauses befindet sich außen unter dem vorgezogenen Satteldach ein Kruzifix, flankiert von zwei Gekreuzigten. Eine hölzerne Statue des heiligen Sebastian vom Anfang des 16. Jahrhunderts und eine um 1480 entstandenes Abendmahl aus ca. 30 cm hohen hölzernen Statuetten werden durch die Kirchenausstattung aus dem 18. Jahrhundert ergänzt. Die Orgel mit 5 Registern wurde um 1700 von einem unbekannten Orgelbauer gebaut.